# Labahitha platnicki
Espèce
Labahitha platnicki est une espèce d'araignées aranéomorphes de la famille des Filistatidae.

## Distribution
Cette espèce se rencontre en Nouvelle-Calédonie et en Papouasie-Nouvelle-Guinée dans l'archipel Bismarck.

## Description
La femelle holotype mesure 2,63 mm

## Systématique et taxinomie
Cette espèce a été décrite par Magalhaes, Berry, Koh et Gray en 2022.

## Étymologie
Cette espèce est nommée en l'honneur de Norman I. Platnick.

## Publication originale
- Magalhaes, Berry, Koh & Gray, 2022 : « Labahitha spiders (Arachnida: Araneae: Filistatidae) from islands in the Indian and Pacific Oceans. » European Journal of Taxonomy, vol. 805, p. 1-51 (texte intégral).